# أيمن شادلي
أيمن شادلي (مواليد 3 سبتمبر 1999 بمدينة غليزان)، هو لاعب كرة قدم جزائري ينشط مع فريق سريع غليزان، في المحترف الأول موبيليس.